# Clare Nott
Clare Nott (11 de agosto de 1986) es una jugadora australiana de baloncesto en silla de ruedas de 1,0 puntos que juega para los Kilsyth Cobras en la Liga Nacional de Baloncesto en Silla de Ruedas Femenina (WNWBL) y para los Red Dust Heelers en la Liga Nacional de Baloncesto en Silla de Ruedas mixta (NWBL). Participó en los Juegos Paralímpicos de Pekín 2008 , donde ganó una medalla de bronce, y en los Juegos Paralímpicos de Londres 2012, donde ganó una medalla de plata.
Parapléjica como resultado de un accidente de coche, Nott fue nombrada el mejor nuevo talento de la NWBL en 2005. Fue la Jugadora Más Valiosa (MVP) de la liga en la clase de 1 punto y miembro de su All Star Five en 2009, 2010, 2011, 2013 y 2015. También ha ganado cuatro ligas nacionales con los Wheelcats y dos ligas nacionales femeninas con los Western Stars (2013) y los Kilsyth Cobras (2015). Debutó con el equipo nacional femenino de baloncesto en silla de ruedas de Australia, conocido como los Gliders, en un torneo celebrado en el Canadá en 2005, y desde entonces ha jugado 141 partidos internacionales. Ganó medallas de oro en las Copas de Osaka de 2009, 2010 y 2012 en Japón.

## Vida personal
Clare Louise Burzynski nació en Newcastle, Nueva Gales del Sur, el 11 de agosto de 1986, hija de Eddie y Barbara Burzynski. Tiene una hermana mayor, Lauren. Los cuatro miembros de la familia resultaron heridos en un accidente de coche el 28 de junio de 1989, mientras estaban de vacaciones en Queensland. Clare fue tratada en el hospital de Nambour, Queensland y luego en el Royal Children's Hospital de Brisbane. Se descubrió que su médula espinal fue cortada en el nervio espinal T8, lo que la dejó parapléjica.
Burzynski se educó en el Tranby College de 1996 a 2000, y en el Ormiston College de 2000 a 2004. A partir de 2013 vive en Landsdale, Australia Occidental, y asistió a la Universidad de Murdoch, donde se graduó en 2013 con una Licenciatura en Estudios Jurídicos y Criminología. Está casada con Lee Nott, y trabaja como secretaria legal. Antes de convertirse en jugadora de baloncesto, compitió en natación de 1998 a 2004.

## Baloncesto en silla de ruedas

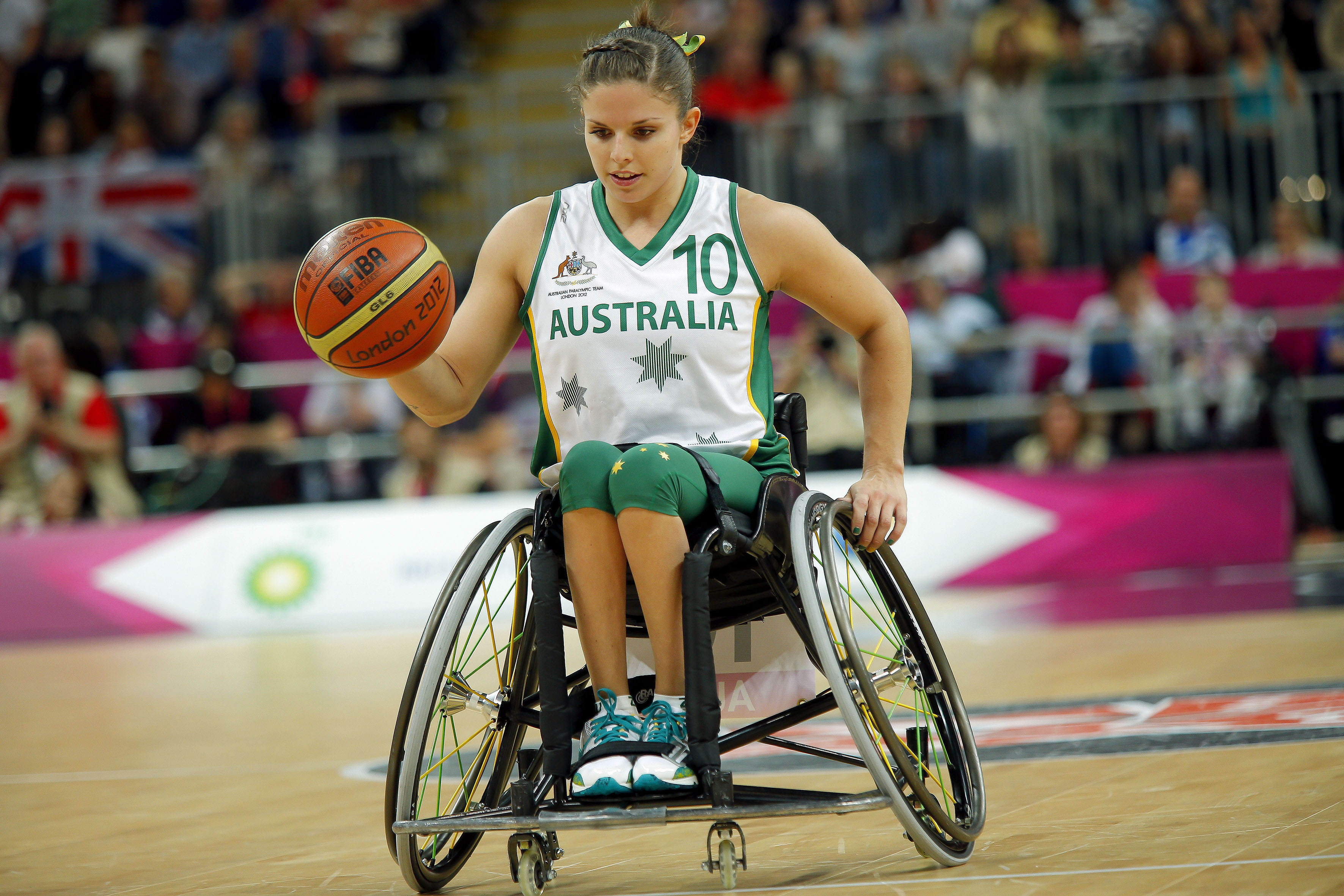
Nott en los Juegos Paralímpicos de Londres 2012.

Nott es una jugadora de 1.0 puntos, que juega de base. La Comisión Australiana de Deportes le dio una subvención de 20.000 dólares australianos en el año fiscal 2012/2013, y 11.000 dólares en 2011/2012 como parte de su programa de Apoyo Directo al Atleta (DAS).  Fue becaria del Instituto de Deportes de Australia Occidental de 2009 a 2012.

## Club
Nott juega al baloncesto de club para los Kilsyth Cobras en la Liga Nacional de Baloncesto en Silla de Ruedas Femenina (WNWBL) y para los Red Dust Heelers en la Liga Nacional de Baloncesto en Silla de Ruedas mixta (NWBL). En la WNWBL jugó para los Queensland Comets de 2005 a 2006, para los Western Stars de 2007 a 2014 y para los Kilsyth Cobras desde 2015. Ganó dos premios de la Liga Nacional Femenina con los Western Stars (2013) y los Kilsyth Cobras (2015). En la NWBL jugó para los Brisbane Spinning Bullets en 2006, los Perth Wheelcats de 2007 a 2011, y los Red Dust Heelers desde 2014. Ha ganado cuatro premios de la Liga Nacional con los Wheelcats.

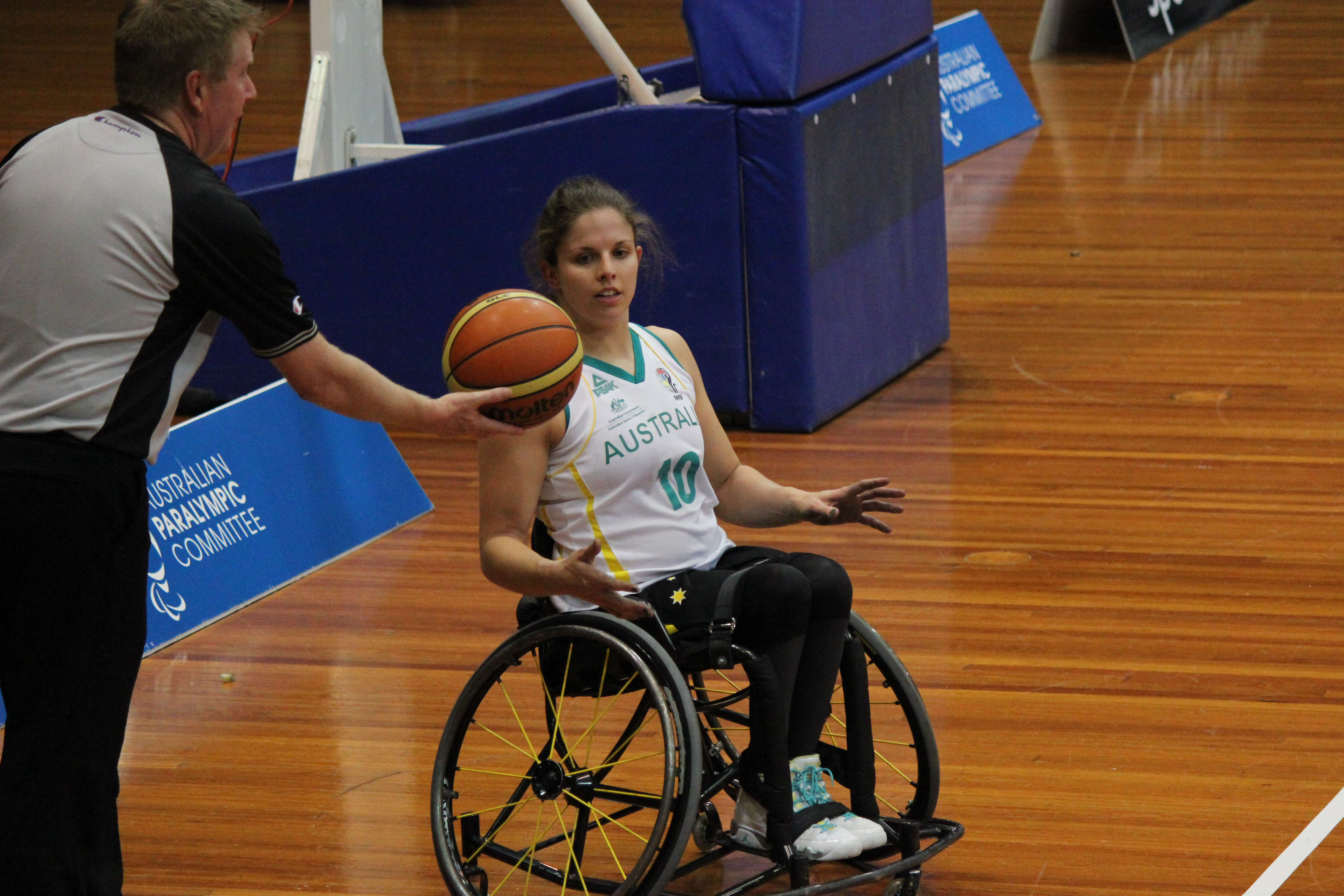
Clare Nott espera a que le den el balón antes de un saque de banda.

En 2005 Nott fue nombrada el Mejor Nuevo Talento de la WNWBL. Fue la Jugadora Más Valiosa (MVP) de la liga en la clase de 1 punto y miembro del All Star Five de la WNWBL en 2009, 2010, 2011, 2013 y 2015. Fue la primera mujer en ser nombrada en un All Star 5 de la NWBL en 2014 mientras representaba a los Red Dust Heelers. También fue MVP de la Serie Final de WNWBL en 2015 mientras representaba a los Kilsyth Cobras. Nombra a Alison Mosely, quien la ayudó en las primeras etapas de su carrera de baloncesto, como su heroína deportiva.

## Equipo nacional
Nott debutó con el equipo nacional femenino de baloncesto en silla de ruedas de Australia, conocido como los Gliders, en un torneo en Canadá en 2005. También ganó medallas de oro en las Copas de Osaka de 2009, 2010 y 2012 en Japón. Formó parte del equipo de Gliders que ganó la medalla de bronce en los Juegos Paralímpicos de Pekín 2008, y del equipo que terminó en cuarto lugar en los Campeonatos Mundiales de 2010. A partir de 2013, ha jugado 141 juegos internacionales.
Nott formó parte del equipo nacional femenino de baloncesto en silla de ruedas de Australia en los Juegos Paralímpicos de Londres 2012. Los Gliders lograron victorias en la fase de grupos contra Brasil, Gran Bretaña, y los Países Bajos,pero perdieron contra Canadá.[23] Esto fue suficiente para avanzar a los cuartos de final, donde vencieron a México.  Los Gliders entonces derrotaron a los Estados Unidos por un punto para establecer un choque final con Alemania. Los Gliders perdieron 44-58, y ganaron una medalla de plata.

## Estadísticas
| Competición | Temporada | Partidos | FGM–FGA | FG%  | 3FGM–3FGA | 3FG% | FTM–FTA | FT%  | PF | Pts | TOT | AST | PTS |
| WNWBL       | 2009      | 17       | 43–98   | 43.9 | —         | 0.0  | 1–10    | 10.0 | 34 | 87  | 5.8 | 3.3 | 5.1 |
| WNWBL       | 2010      | 17       | 35–72   | 48.6 | —         | 0.0  | 2–7     | 28.6 | 23 | 72  | 5.9 | 3.1 | 4.2 |
| WNWBL       | 2011      | 19       | 74–191  | 38.7 | —         | 0.0  | 7–29    | 24.1 | 38 | 155 | 4.9 | 5.1 | 8.2 |
| WNWBL       | 2012      | 15       | 35–116  | 30.2 | —         | 0.0  | 1–12    | 8.3  | 33 | 71  | 4.9 | 4.7 | 4.7 |
| WNWBL       | 2013      | 12       | 43–82   | 52.4 | —         | 0.0  | 1–7     | 14.3 | 19 | 87  | 5.1 | 6.5 | 7.3 |

| FGM, FGA, FG%: tiros de campo realizados, intentados y porcentaje | 3FGM, 3FGA, 3FG%: tiros de campo de tres puntos marcados , intentados y porcentaje    |
| FTM, FTA, FT%:tiros libres realizados, intentados y porcentaje    | PF: faltas personales                                                                 |
| Pts, PTS: puntos , promedio por juego                             | TOT: promedio de pérdidas de balón por juego, AST : promedio de asistencias por juego |